# Gentle Spirit
Gentle Spirit — первый официальный студийный альбом американского музыканта и продюсера Джонатана Уилсона, выпущенный в Великобритании и Европе 8 августа 2011 года, а в США — 13 сентября 2011 года на лейбле Bella Union и занял 4-е место в списке лучших альбомов года 2011 по версии журнала Mojo. Альбом был записан в бывшей студии Уилсона в Лорел-Каньоне и смикширован в его новой студии в Эхо-Парке (Лос-Анджелес).

## История
Хотя работа над альбомом была начата несколькими годами ранее, Уилсон решил выпустить Gentle Spirit только в 2011 году. В результате Gentle Spirit несколько лет продавался среди друзей и родственников Уилсона на CD-дисках с надписями, сделанными обжигающим карандашом, и за это время обрёл большую подпольную аудиторию, в которую вошли многие известные музыканты, включая Джексона Брауна, Робби Робертсона и Элвиса Костелло. Как отмечает журналист Мартин Астон в своей рецензии на BBC Music, «Уилсон может быть новым именем для нас, но для знатоков американской альт-рутс сцены он — движущая сила и сотрясатель».
Основная тема альбома связана со словами заглавного трека «Gentle Spirit» о десенсибилизации, вызванной ежедневным воздействием отчаяния человечества. В Gentle Spirit речь идёт о том, чтобы найти время и дать человечеству своего рода саундтрек, наполненный благоговением. Как отмечает Энди Гилл из The Independent, «эта забота о том, как примирить стремление к внутреннему миру с нашим гневом на мирские события, проходит через весь альбом».

## Отзывы
| Совокупная оценка | Совокупная оценка |
| Источник          | Оценка            |
| ----------------- | ----------------- |
| Metacritic        | 76/100            |
| Оценки критиков   |                   |
| Источник          | Оценка            |
| AllMusic          | [ 1 ]             |
| BBC Music         | [ 4 ]             |
| Financial Times   | [ 7 ]             |
| The Guardian      | [ 8 ]             |
| The Independent   | [ 5 ]             |
| Mojo              | [ 9 ]             |
| NME               | [ 10 ]            |
| Q                 | [ 11 ]            |
| The Times         | [ 12 ]            |
| Uncut             | [ 13 ]            |

Альбом Gentle Spirit получил положительные отзывы критиков. На сайте Metacritic, который присваивает средневзвешенную оценку из 100 баллов рецензиям мейнстримных изданий, этот релиз получил средний балл 76, основанный на 15 рецензиях, что свидетельствует о «в целом благоприятном» приёме.
Завершая рецензию на AllMusic, Том Джурек заявил: «Несмотря на свою огромную продолжительность, Gentle Spirit оправдывает своё название; это лёгкое, свежее, приятное прослушивание с большим количеством соблазнительных мелодий, чтобы увлечь слушателя в звуковую нору и на время погрузить в другой мир». В рецензии для The Guardian Кэролайн Салливан утверждала, что «Gentle Spirit увлекательно продолжает путь, пройденный Грэмом Нэшем и Джони Митчелл, и только странные вкрапления электроники доказывают, что он был создан в этом десятилетии». Завершая рецензию для NME, Ребекка Шиллер заявила, что «как и „California Dreamin'“, это почти так же хорошо, как отправиться в горы, достать кальян ручной работы и назвать себя Moon Unit».
Uncut начинает свою рецензию, представляя Уилсона как «нового короля Лорел-Каньона». На протяжении всей своей рецензии Джеймс Малви из Uncut утверждает, что «Gentle Spirit иллюстрирует более прозаический акт творчества, в котором придирчивое изучение превращается в новую убедительную музыку». Mojo отмечает мастерство Уилсона, говоря: «Стремление к аутентичности и внимание к деталям распространяется и на технику производства Уилсона», поскольку альбом был записан на аналоговую плёнку. Кэтлин Джонсон из Vintage Guitar описала альбом как «80 минут фолк-психо-рока в стиле хиппи-соул».
Альбом также получил высокие оценки в опросах, посвящённых окончанию 2011 года, в том числе занял 4-е место в рейтинге журнала Mojo, № 16 в Uncut, № 28 в The Guardian.

### Итоговые списки
| Публикация | Список              | Ранг |
| ---------- | ------------------- | ---- |
| Mojo       | Best Albums of 2011 | 4    |
| Uncut      | Best Albums of 2011 | 16   |

## Список композиций
Все песни написаны Джонатаном Уилсоном (кроме «The Way I Feel», написанной Гордоном Лайтфутом).
1. «Gentle Spirit» — 6:27
2. «Can We Really Party Today?» — 6:41
3. «Desert Raven» — 7:58
4. «Canyon in the Rain» — 6:27
5. «Natural Rhapsody» — 8:21
6. «Ballad of the Pines» — 4:00
7. «The Way I Feel» — 4:07
8. «Don’t Give Your Heart to a Rambler» — 3:47
9. «Woe Is Me» — 6:22
10. «Waters Down» — 3:46
11. «Rolling Universe» — 3:25
12. «Magic Everywhere» — 6:26
13. «Valley of the Silver Moon» — 10:32
14. «Morning Tree» — 6:20 (Bonus Track)
15. «Bohemia» — 6:13 (Bonus Track)